# Sergio Porrini
Sergio Porrini (Milano, 8 novembre 1968) è un allenatore di calcio ed ex calciatore italiano, di ruolo difensore.

## Caratteristiche tecniche

### Giocatore
Ha ricoperto prettamente il ruolo di terzino destro e, più raramente, quello di difensore centrale.

## Carriera

### Giocatore

#### Club

Porrini (a sinistra) alla Juventus, in duello aereo col parmigiano Branca, nella vittoriosa finale di andata della Coppa Italia 1994-1995 di cui il terzino fu match winner.

Cresce nel vivaio del Milan, dove compie la trafila delle formazioni giovanili senza tuttavia arrivare a esordire in prima squadra. Nel 1989 la società rossonera lo cede infatti all'Atalanta, dove milita per le successive quattro stagioni, e con cui nel 1993 fa il suo debutto in nazionale. Considerato in questa fase tra i più promettenti elementi italiani, nell'estate dello stesso anno passa alla Juventus che, per assicurarselo, sborsa 11 miliardi di lire: una cifra considerevole per l'epoca, se rapportata al ruolo, e che per il difensore finirà per essere, a posteriori, «zavorra e macigno» nel prosieguo di carriera.
A Torino colleziona infatti 87 presenze e 3 gol in quattro anni, senza tuttavia riuscire ad affermarsi stabilmente nell'undici base – «ha giocato molto ma senza partire mai titolare, senza la sicurezza di chi ce l'ha fatta» –, anche per la concorrenza di più quotati elementi; in maglia bianconera contribuisce comunque alle vittorie di due scudetti nelle stagioni 1994-1995 e 1996-1997, della Coppa Italia 1994-1995 – dov'è protagonista nella doppia finale contro il Parma, segnando ai ducali sia nell'andata al Delle Alpi sia nel ritorno al Tardini –, di due Supercoppe di Lega e, in ambito internazionale, ai trionfi del 1996 in Champions League, Coppa Intercontinentale e Supercoppa UEFA – in quest'ultimo caso, aprendo le marcature nella sfida di andata vinta in goleada 6-1 sul Paris Saint-Germain al Parco dei Principi.
Desideroso di un'esperienza all'estero, nel 1997 lascia l'Italia per la Scozia, accasandosi ai Rangers che lo acquistano per 8 miliardi di lire. Rimane a Glasgow per quattro stagioni, vincendo tutte le competizioni nazionali, per poi tornare nei campionati italiani nel 2001.
Gioca quindi un anno nell'Alessandria e due nel Padova, prima di approdare nel 2004 al Pizzighettone, dove nel giugno 2009 conclude la propria carriera da calciatore.

#### Nazionale
Durante la sua militanza nell'Atalanta è stato convocato in nazionale dal commissario tecnico Arrigo Sacchi per tre partite di qualificazione al Mondiale 1994, scendendo in campo in due occasioni: dopo aver esordito il 24 marzo 1993 nel 6-1 contro Malta, nel mese successivo ha ottenuto la seconda e ultima presenza nel 2-0 sull'Estonia.

### Allenatore
Dall'estate del 2009 ha iniziato la carriera di allenatore. Nella stagione 2009-2010 ha guidato la formazione Juniores Nazionali del Pizzighettone. Nell'agosto 2010 diventa il tecnico della formazione Berretti del Pergocrema, iscritta al campionato Berretti.
A fine stagione, segue il corso indetto dal Settore Tecnico della FIGC conseguendo la qualifica di Allenatore Professionista di Seconda Categoria-UEFA A. Il 2 agosto 2011 ottiene la sua prima panchina in una prima squadra venendo nominato tecnico della Colognese, formazione militante in Serie D. Il 27 novembre dello stesso anno si dimette dalla carica, anche a seguito delle controverse vicende societarie che coinvolgono il club bergamasco; richiamato dalla vecchia proprietà, nel gennaio 2012 torna in panchina per cercare di raggiungere la salvezza: la squadra risale dall'ultimo posto, ma non riesce a evitare i play-out poi persi contro il Seregno.
Il successivo 12 giugno viene ufficializzato il suo ingaggio come allenatore del Ponte San Pietro, ancora nella massima categoria dilettantistica. Il 10 dicembre 2012, intanto, inizia a frequentare a Coverciano il corso di abilitazione per il master di allenatori professionisti Prima Categoria-UEFA Pro. Il 7 giugno 2013 prende la guida la formazione Allievi dell'Atalanta. Il 4 marzo 2015 viene nominato vice di Edoardo Reja nella prima squadra orobica; nella stagione 2015-2016 rimane nello staff di Reja come collaboratore tecnico.
Il 7 ottobre 2016 viene ingaggiato dal Crema come allenatore della prima squadra. A fine stagione, grazie alla vittoria del campionato lombardo di Eccellenza conquista la promozione in Serie D, categoria da cui i nerobianchi mancavano da 22 anni. Il 12 dicembre 2017 rassegna le dimissioni per motivi personali. L'8 dicembre 2018 torna su una panchina di Serie D, subentrando a stagione in corso alla guida del Ciserano; la sua permanenza nel club bergamasco dura tuttavia solo pochi mesi, dimettendosi il 17 marzo 2019.
Pochi mesi dopo torna a lavorare con Reja, il quale lo chiama nel ruolo di suo vice sulla panchina della nazionale albanese. Il 2 marzo 2023 segue il tecnico friulano al Gorica, squadra ultima in classifica nel campionato di massima serie slovena; il successivo 17 aprile la società, ancora sul fondo della graduatoria, interrompe consensualmente il rapporto con l'allenatore e il suo staff.
Nel marzo 2024 entra a far parte dello staff tecnico dell'Ascoli, assumendo il ruolo di vice del neoallenatore Massimo Carrera, con cui aveva giocato insieme ai tempi della Juventus. Il 27 settembre 2024, viene esonerato insieme a Carrera.

## Statistiche

### Presenze e reti nei club
| Stagione             | Squadra              | Campionato           | Campionato | Campionato | Coppe nazionali | Coppe nazionali | Coppe nazionali | Coppe continentali | Coppe continentali | Coppe continentali | Altre coppe | Altre coppe | Altre coppe | Totale | Totale |
| Stagione             | Squadra              | Comp                 | Pres       | Reti       | Comp            | Pres            | Reti            | Comp               | Pres               | Reti               | Comp        | Pres        | Reti        | Pres   | Reti   |
| -------------------- | -------------------- | -------------------- | ---------- | ---------- | --------------- | --------------- | --------------- | ------------------ | ------------------ | ------------------ | ----------- | ----------- | ----------- | ------ | ------ |
| 1989-1990            | Atalanta             | A                    | 8          | 1          | CI              | 2               | 0               | CU                 | 0                  | 0                  | -           | -           | -           | 10     | 1      |
| 1990-1991            | Atalanta             | A                    | 29         | 0          | CI              | 3               | 0               | CU                 | 7                  | 0                  | -           | -           | -           | 39     | 0      |
| 1991-1992            | Atalanta             | A                    | 30         | 0          | CI              | 4               | 0               | -                  | -                  | -                  | -           | -           | -           | 34     | 0      |
| 1992-1993            | Atalanta             | A                    | 33         | 2          | CI              | 2               | 0               | -                  | -                  | -                  | -           | -           | -           | 34     | 0      |
| Totale Atalanta      | Totale Atalanta      | Totale Atalanta      | 100        | 3          |                 | 11              | 0               |                    | 7                  | 0                  |             | -           | -           | 118    | 3      |
| 1993-1994            | Juventus             | A                    | 30         | 0          | CI              | 2               | 0               | CU                 | 7                  | 0                  | -           | -           | -           | 39     | 0      |
| 1994-1995            | Juventus             | A                    | 19         | 0          | CI              | 8               | 2               | CU                 | 8                  | 1                  | -           | -           | -           | 35     | 3      |
| 1995-1996            | Juventus             | A                    | 15         | 0          | CI              | 2               | 0               | UCL                | 7                  | 0                  | SI          | 0           | 0           | 24     | 0      |
| 1996-1997            | Juventus             | A                    | 23         | 1          | CI              | 5               | 0               | UCL                | 9                  | 0                  | SU+CInt     | 2+1         | 1+0         | 40     | 2      |
| Totale Juventus      | Totale Juventus      | Totale Juventus      | 87         | 1          |                 | 17              | 2               |                    | 31                 | 1                  |             | 3           | 1           | 138    | 5      |
| 1997-1998            | Rangers              | SPD                  | 26         | 4          | CS+CdL          | 3+2             | 0+0             | UCL+CU             | 3+2                | 0+0                | -           | -           | -           | 54     | 3      |
| 1998-1999            | Rangers              | SPL                  | 35         | 2          | CS+CdL          | 5+4             | 0+0             | CU                 | 4+6                | 0+1                | -           | -           | -           | 54     | 3      |
| 1999-2000            | Rangers              | SPL                  | 12         | 0          | CS+CdL          | 1+1             | 0+0             | UCL+CU             | 8+0                | 0+0                | -           | -           | -           | 22     | 0      |
| 2000-2001            | Rangers              | SPL                  | 12         | 0          | CS+CdL          | 1+1             | 0+0             | UCL+CU             | 4+0                | 0+0                | -           | -           | -           | 18     | 0      |
| Totale Rangers       | Totale Rangers       | Totale Rangers       | 85         | 6          |                 | 18              | 0               |                    | 27                 | 1                  |             | -           | -           | 130    | 7      |
| 2001-2002            | Alessandria          | C2                   | 23+2       | 0+1        | CI-C            | ?               | ?               | -                  | -                  | -                  | -           | -           | -           | 25     | 1      |
| 2002-gen. 2003       | Alessandria          | C2                   | 11         | 0          | CI-C            | ?               | ?               | -                  | -                  | -                  | -           | -           | -           | 11     | 0      |
| Totale Alessandria   | Totale Alessandria   | Totale Alessandria   | 36         | 1          |                 | ?               | ?               |                    | -                  | -                  |             | -           | -           | 36     | 1      |
| gen.-giu. 2003       | Padova               | C1                   | 13+2       | 0+0        | CI-C            | ?               | ?               | -                  | -                  | -                  | -           | -           | -           | 15     | 0      |
| 2003-2004            | Padova               | C1                   | 31         | 0          | CI-C            | ?               | ?               | -                  | -                  | -                  | -           | -           | -           | 31     | 0      |
| Totale Padova        | Totale Padova        | Totale Padova        | 46         | 0          |                 | ?               | ?               |                    | -                  | -                  |             | -           | -           | 46     | 0      |
| 2004-2005            | Pizzighettone        | C2                   | 30+4       | 0+0        | CI-C            | ?               | ?               | -                  | -                  | -                  | -           | -           | -           | 34     | 0      |
| 2005-2006            | Pizzighettone        | C1                   | 26         | 0          | CI+CI-C         | 1+?             | 0+?             | -                  | -                  | -                  | -           | -           | -           | 27     | 0      |
| 2006-2007            | Pizzighettone        | C1                   | 30+2       | 0+0        | CI-C            | ?               | ?               | -                  | -                  | -                  | -           | -           | -           | 32     | 0      |
| 2007-2008            | Pizzighettone        | C2                   | 15         | 0          | CI+CI-C         | ?               | ?               | -                  | -                  | -                  | -           | -           | -           | 15     | 0      |
| 2008-2009            | Pizzighettone        | LP-2D                | 25         | 0          | CI-LP           | ?               | ?               | -                  | -                  | -                  | -           | -           | -           | 25     | 0      |
| Totale Pizzighettone | Totale Pizzighettone | Totale Pizzighettone | 132        | 0          |                 | 1+?             | 0+?             |                    | -                  | -                  |             | -           | -           | 133    | 0      |
| Totale carriera      | Totale carriera      | Totale carriera      | 486        | 11         |                 | 47              | 2               |                    | 65                 | 2                  |             | 3           | 1           | 501    | 16     |

### Cronologia presenze e reti in nazionale
| Cronologia completa delle presenze e delle reti in nazionale ― Italia | Cronologia completa delle presenze e delle reti in nazionale ― Italia | Cronologia completa delle presenze e delle reti in nazionale ― Italia | Cronologia completa delle presenze e delle reti in nazionale ― Italia | Cronologia completa delle presenze e delle reti in nazionale ― Italia | Cronologia completa delle presenze e delle reti in nazionale ― Italia | Cronologia completa delle presenze e delle reti in nazionale ― Italia | Cronologia completa delle presenze e delle reti in nazionale ― Italia |
| Data                                                                  | Città                                                                 | In casa                                                               | Risultato                                                             | Ospiti                                                                | Competizione                                                          | Reti                                                                  | Note                                                                  |
| --------------------------------------------------------------------- | --------------------------------------------------------------------- | --------------------------------------------------------------------- | --------------------------------------------------------------------- | --------------------------------------------------------------------- | --------------------------------------------------------------------- | --------------------------------------------------------------------- | --------------------------------------------------------------------- |
| 24-3-1993                                                             | Palermo                                                               | Italia                                                                | 6 – 1                                                                 | Malta                                                                 | Qual. Mondiali 1994                                                   | -                                                                     |                                                                       |
| 14-4-1993                                                             | Trieste                                                               | Italia                                                                | 2 – 0                                                                 | Estonia                                                               | Qual. Mondiali 1994                                                   | -                                                                     | 46’                                                                   |
| Totale                                                                |                                                                       | Presenze                                                              | 2                                                                     |                                                                       | Reti                                                                  | 0                                                                     |                                                                       |

## Palmarès

### Giocatore

#### Club

##### Competizioni nazionali
- Campionato italiano: 2

Juventus: 1994-1995, 1996-1997
- Coppa Italia: 1

Juventus: 1994-1995
- Supercoppa italiana: 2

Juventus: 1995, 1997
- Coppa di Scozia: 2

Rangers: 1997-1998, 1999-2000
- Campionato scozzese: 2

Rangers: 1998-1999, 1999-2000
- Coppa di Lega scozzese: 1

Rangers: 1998-1999

##### Competizioni internazionali
- UEFA Champions League: 1

Juventus: 1995-1996
- Coppa Intercontinentale: 1

Juventus: 1996
- Supercoppa UEFA: 1

Juventus: 1996

### Allenatore

#### Club
- Eccellenza: 1

Crema: 2016-2017 (girone B lombardo)